# Granat dymny

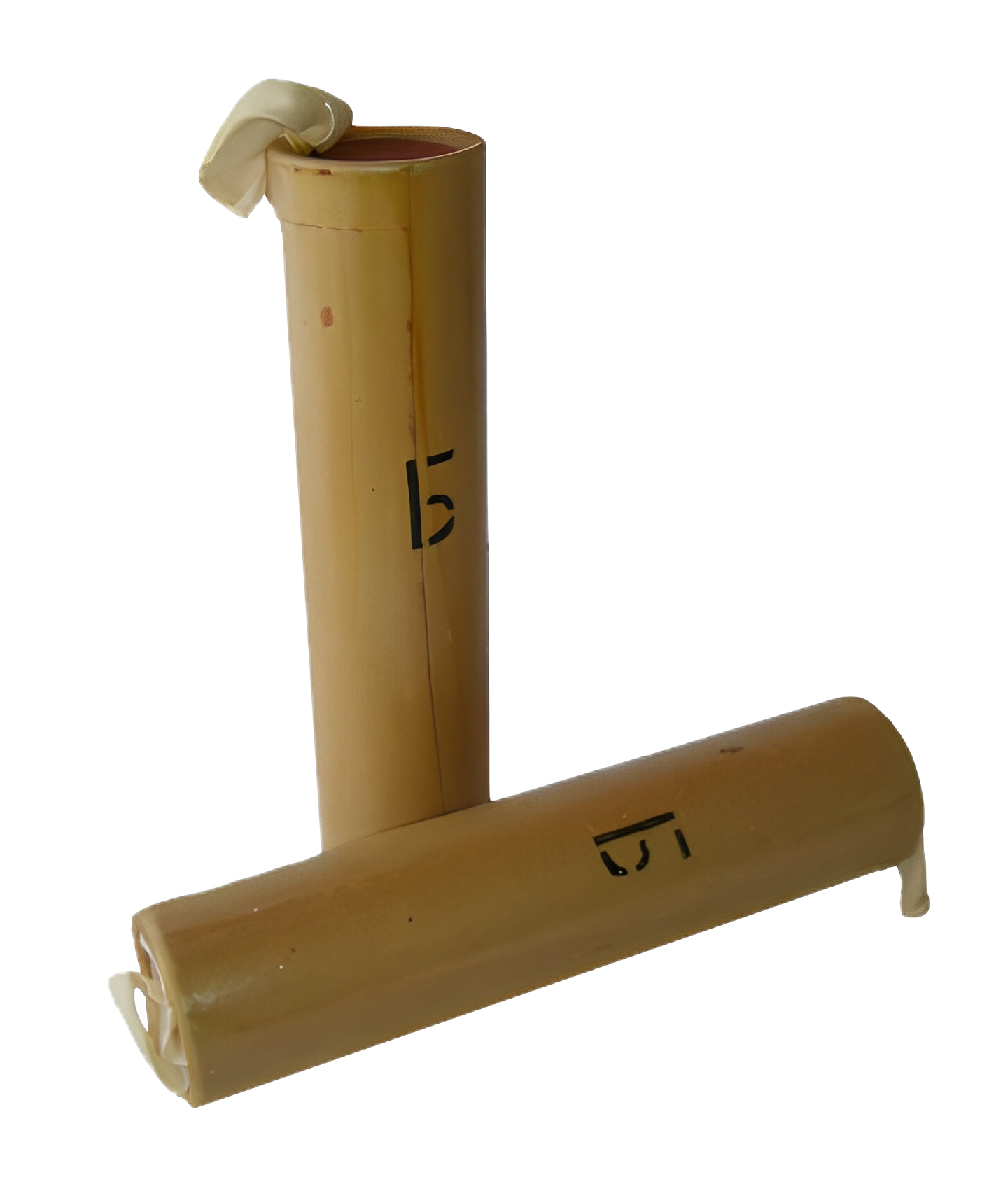
Granat dymny RGD-2

Granat dymny – granat ręczny służący do oślepiania stanowisk obserwacyjnych i ogniowych przeciwnika, maskowania działań wojsk własnych, pozorowania pożarów obiektów własnych oraz sygnalizacji (np. dla lotnictwa). 
Granat dymny nie wybucha, lecz pali się do ok. 2 min. tworząc niewielką zasłonę dymną. Jego korpus wypełnia się najczęściej fosforem białym (ma dodatkowo działanie zapalające i jest silnie toksyczny) lub innymi substancjami dymotwórczymi (jak np. chlorek cyny(IV)). Dla potrzeb sygnalizacji stosuje się substancje dające dymy o różnych barwach.

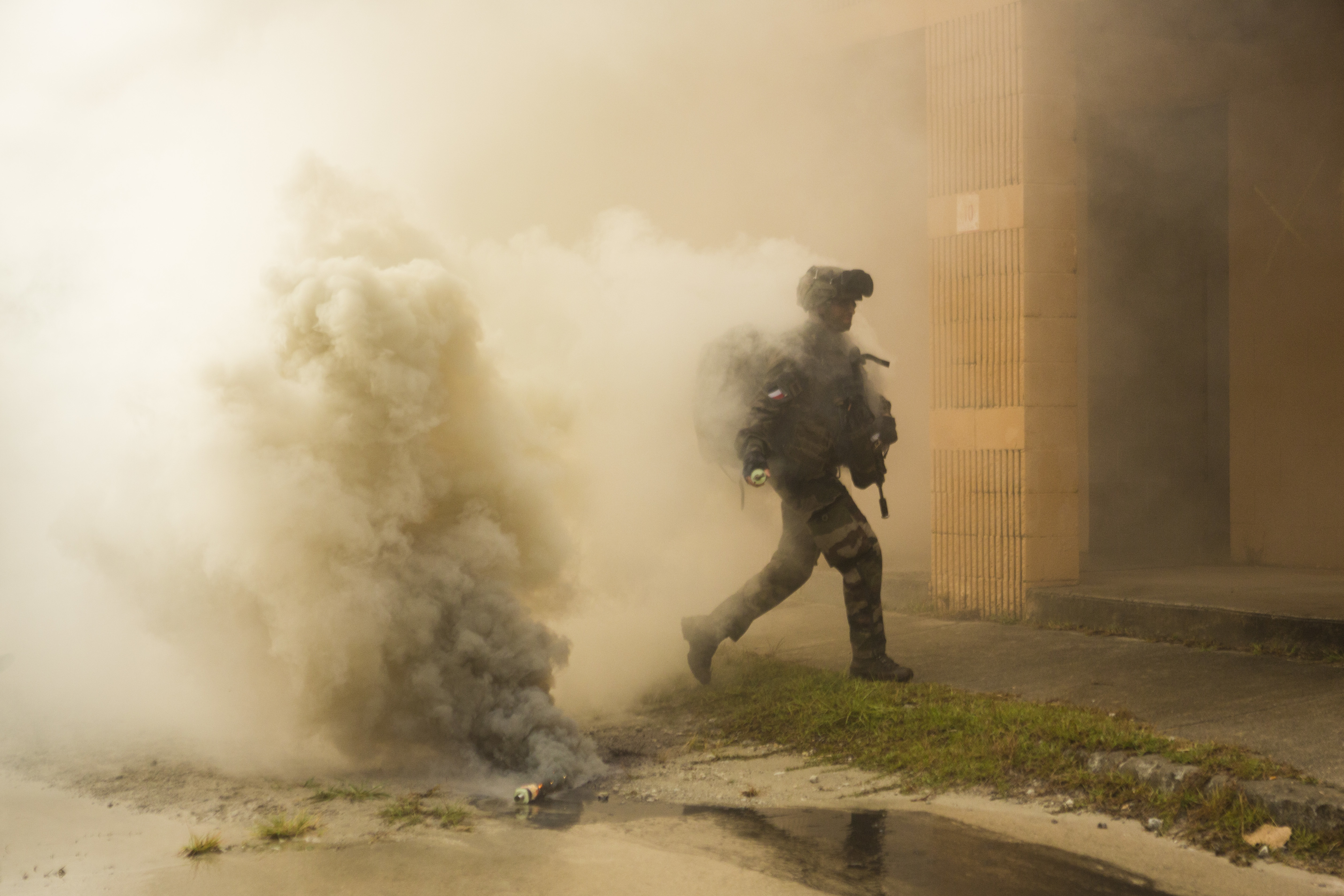
Granat dymny wykorzystywany w roli maskującej
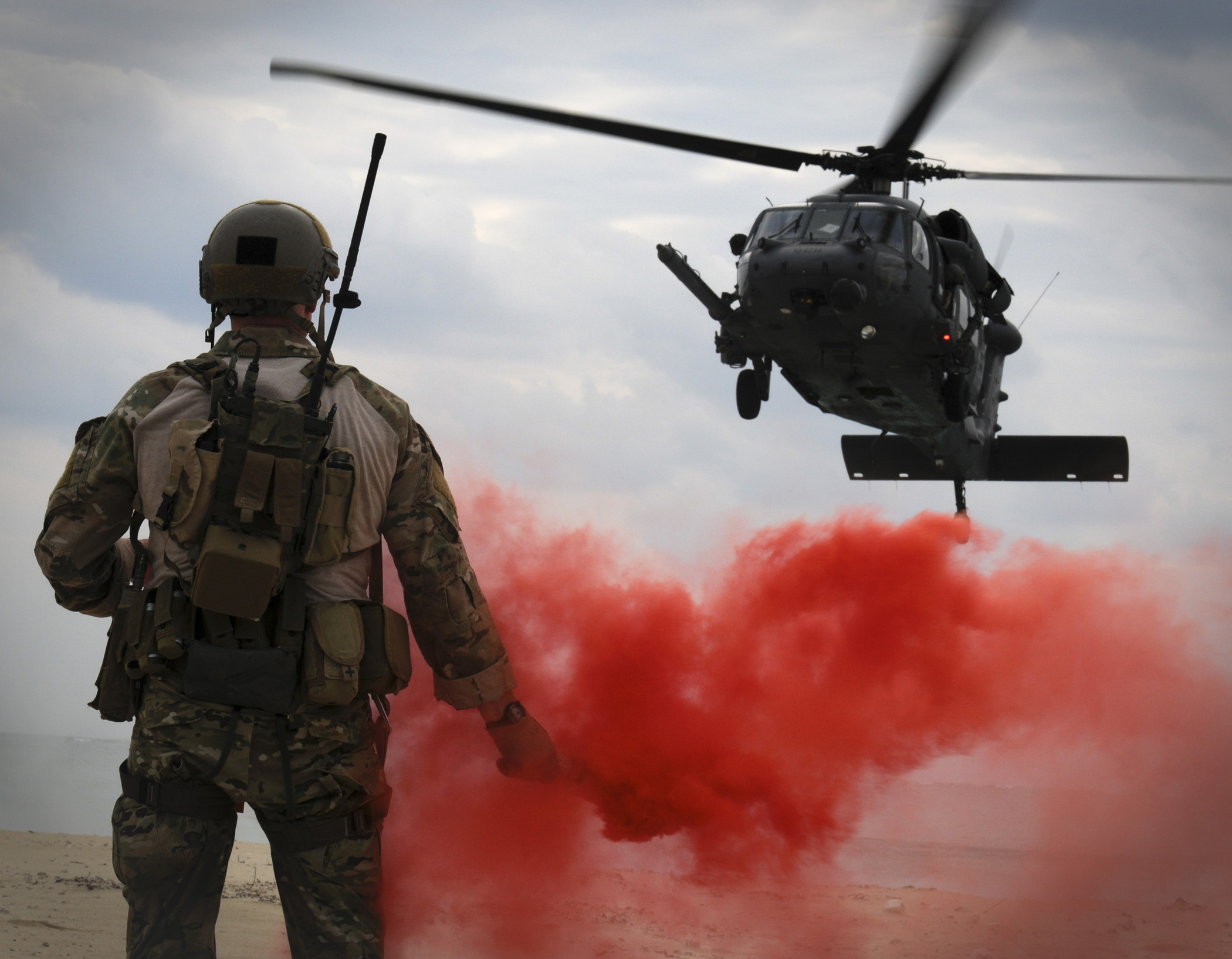
Granat dymny wykorzystywany w roli sygnalizacyjnej